# Позивајући све зоре
Позивајући све зоре је класични кросовер албум музичара Кристофера Тина, објављен у 2009. години. Албум је освојио две Греми награде на 53. додели Греми награда: за најбољи класични кросовер албум и најбољи инструментал уз вокале за песму "Баба Јету", главну тему игре Цивилизација IV, из 2005. године. Ова победа означава први случај доделе Греми награде композицији из видео-игре и сматра се великим успехом за прихватање музике из видео игара као правог типа уметности.
Албум представља циклус песама из три дела: дан, ноћ и зора (што одговара животу, смрти и поновном рађању). 
Дванаест песама је присутно у албуму, свака извођена на различитом језику. Многи делови текста песама су из значајних дела светске литературе, укључујући одломке из дужих дела попут Хебрејске Библије, Бхагавадгите, Рубаијата Омара Кхајама, као и краће строфе из Оченаша, маори пословица и јапанских хаикуa. Албум је такође сачињен од разних типова вокалних традиција, укључујући оперу, ирски кининг и афричку хорску музику.
Британска премијера песме "Киа Хора Те Марино" одржана је је у Опатији Батх, 10. маја 2014. године. Концерт је био одржан у помоћ Краљевској британској легији.

## Композиције
| №   | Назив                                                | Језик       | Трајање |  |
| 1.  | "Baba Yetu" (Наш отац)                               | Свахили     | 3:30    |  |
| 2.  | "Mado Kara Mieru" (Кроз прозор видим)                | Јапански    | 4:45    |  |
| 3.  | "Dao Zai Fan Ye" (Пут је у повратку)                 | Мандарински | 3:15    |  |
| 4.  | "Se É Pra Vir Que Venha" (Шта год долази, нека дође) | Португалски | 4:14    |  |
| 5.  | "Rassemblons-Nous" (Нека урадимо заједно)            | Француски   | 4:27    |  |
| 6.  | "Lux Aeterna" (Вечно светло)                         | Латински    | 3:59    |  |
| 7.  | "Caoineadh" (Плакати)                                | Ирски       | 5:44    |  |
| 8.  | "Hymn Do Trójcy Świetęj" (Химна Светој Тројици)      | Пољски      | 6:48    |  |
| 9.  | "Hayom Kadosh" (Данашњост је света)                  | Хебрејски   | 1:45    |  |
| 10. | "Hamsáfár" (Заједничко путовање)                     | Персијски   | 2:52    |  |
| 11. | "Sukla-Krsne" (Светлост и тама)                      | Индијски    | 2:01    |  |
| 12. | "Kia Hora Te Marino" (Нек мир буде простран)         | Маори       | 3.18    |  |